# Passer melanurus
Passer melanurus е вид птица от семейство Врабчови (Passeridae).

## Разпространение
Видът е разпространен в Ангола, Ботсвана, Зимбабве, Лесото, Намибия, Свазиленд и Южна Африка.